# Helga Kühn-Mengel
Helga Kühn-Mengel geb. Kühn (* 1. Juli 1947 in Duisburg) ist eine deutsche Politikerin (SPD). Sie war von 1996 bis 2009 und von 2014 bis 2017 Mitglied des Deutschen Bundestages sowie von 2004 bis 2009 die Beauftragte der Bundesregierung für die Belange der Patientinnen und Patienten.

## Leben und Beruf
Nach dem Abitur im Jahr 1967 am Erzbischöflichen Gymnasium in Brühl absolvierte Kühn-Mengel ein Studium der Psychologie an der Universität zu Köln, welches sie 1972 als Diplom-Psychologin beendete. Danach war sie in Köln zunächst bei der Forschungsgemeinschaft „Das körperbehinderte Kind“ und dann beim Zentrum für Frühförderung und Frühbehandlung tätig.
Kühn-Mengel ist verheiratet und hat drei Kinder.

## Partei
Sie ist seit dem Jahr 1972 Mitglied der SPD und seit 2004 Ehrenvorsitzende des SPD-Ortsvereins Brühl.

## Abgeordnete
Seit dem Jahr 1984 gehört Kühn-Mengel dem Kreistag des Rhein-Erft-Kreises an.
Am 23. Dezember 1996 rückte sie für den ausgeschiedenen Abgeordneten Dietmar Thieser in den Deutschen Bundestag nach.
Hier war sie in den Jahren 1998 bis 2002 Behindertenbeauftragte und von Oktober 2002 bis Januar 2004 Sprecherin der Arbeitsgruppe Gesundheit und Soziale Sicherung der SPD-Bundestagsfraktion. Von November 2002 bis November 2004 gehörte sie außerdem dem SPD-Fraktionsvorstand an. Kühn-Mengel zog stets über die Landesliste Nordrhein-Westfalen in den Bundestag ein.
Bei der Bundestagswahl 2009 unterlag Kühn-Mengel im Wahlkreis Euskirchen – Erftkreis II gegen Detlef Seif (CDU) und verfehlte auch über die Landesliste den Wiedereinzug in den Bundestag.
Kühn-Mengel wurde im Jahr 2012 auf der Wahlkreisversammlung ihres Bundestags-Wahlkreises wieder zur Kandidatin gewählt. Dabei unterlag ihre Gegenkandidatin Melanie Taprogge deutlich.
Bei der Bundestagswahl 2013 gelang ihr über die Landesliste Nordrhein-Westfalen der Wiedereinzug in den Bundestag.

## Öffentliche Ämter
Am 1. Januar 2004 wurde ihr das neu geschaffene Amt der Beauftragten der Bundesregierung für die Belange der Patientinnen und Patienten übertragen. Als ihr Nachfolger wurde am 19. November 2009 Wolfgang Zöller (CSU) ernannt.
In der 18. Legislaturperiode des Deutschen Bundestags, die im Jahr 2013 begann, war sie Mitglied des Ausschusses für Gesundheit.

## Auszeichnungen
Kühn-Mengel wurde mit der Marie-Juchacz-Plakette der Arbeiterwohlfahrt (AWO) ausgezeichnet, wo sie Vorsitzende des AWO-Regionalverbands Rhein-Erft und Euskirchen war und ehrenamtlich im Bundespräsidium sitzt.
Am 14. Juni 2012 wurde ihr in Berlin das Bundesverdienstkreuz am Bande verliehen.